# Sebastian-Lopez-Inseln
Die Sebastian-Lopez-Inseln sind eine Phantominselgruppe im Pazifischen Ozean, von deren Existenz frühere Kartographen ausgingen.
Der spanische almirante und piloto mayor José González Cabrera Bueno tabellierte 1734 die Islas de Sebastian Lopez als eine auf der Route der Manila-Galeonen von den Philippinen nach Acapulco liegende Inselgruppe unter 24° 55' N; 29° 13' E abhängig vom Embocadero de San Bernardino (152° 58' E von Greenwich).
Nach Dahlgren taucht eine Sebastian-Lopez-Insel (Isle de Bastian Lop, Isla de Sebastian Lobes, Sebastian Lopez, Juan Lopez) zuerst auf spanischen Seekarten des frühen 18. Jahrhunderts auf.
Von der Sebastian-Lopez-Insel – gesetzt den Fall, dass es wirklich nur eine war – nimmt Dahlgren an, dass sie nach einem gleichnamigen spanischen Admiral benannt wurde, der sich 1644–45 in den Kämpfen gegen die Holländer hervortat, zum Seeheld wurde und um 1650 in Manila starb. Falls dem so wäre, dann kann die Inselbenennung bzw. -sichtung nicht lange nach der Mitte des 17. Jahrhunderts stattgefunden haben.
Aber dies ist Spekulation, denn alles was mit Sicherheit gesagt werden kann, ist, dass die Erstsichtung der Sebastian-Lopez-Inseln irgendwann vor 1734 erfolgte.
Da auf die Längenbestimmung der fraglichen Zeit nur wenig zu geben ist, bleiben als feste Punkte nur die Tatsache einer Inselgruppe (Islas) sowie die nördliche Breite von 24° 55', Kriterien, die nur die Vulkan-Inseln, die heutigen japanischen Kazan-rettō erfüllen.